# Rutherford County, Tennessee
Rutherford County är ett administrativt område i delstaten Tennessee, USA, med 262 604 invånare. Den administrativa huvudorten (county seat) är Murfreesboro.

## Geografi
Enligt United States Census Bureau har countyt en total area på 1 616 km². 1 603 km² av den arean är land och 13 km² är vatten.

### Angränsande countyn
- Wilson County - norr
- Cannon County - öst
- Coffee County - sydost
- Bedford County - söder
- Marshall County - sydväst
- Williamson County - väst
- Davidson County - nordväst

### Orter
- Eagleville
- La Vergne
- Murfreesboro (huvudort)
- Smyrna
- Walterhill